# لیلاندگرو (ایلینوی)
لیلاندگرو، ایلینوی (به انگلیسی: Leland Grove, Illinois) یک شهر در ایالات متحده آمریکا با جمعیت ۱٬۵۹۲ نفر است که در ایلی‌نوی واقع شده‌است.